# Ommatius tenellus
Ommatius tenellus là một loài ruồi trong họ Asilidae. Ommatius tenellus được Wulp miêu tả năm 1889. Loài này phân bố ở vùng Cổ Bắc giới.